# الحمادنة
الحمادنة إحدى بلديات ولاية غليزان. عدد سكانها 60000 نسمة ومساحتها 120,72 كم² أي بكثافة سكانية 141 نسمة/كم². تمتاز بمنطقة فلاحية حيث تسود بها زراعة الحبوب بأنواعها.
تقع مدينة الحمادنة على بعد 28 كم من مقر الولاية، بين مدينتي جديوية وواد الجمعة، على تقاطع الطريقين الوطنين رقم 4 و رقم 90.

## الجغرافيا

### الموقــع
تقع بلديـة الحمــادنة في الشمــال الشرقي لولاية غليــزان يحدها من الشمـال بلدية اولاد سيدي الميهوب و من الغرب بلديـة واد الجمعــة ومن الجنــوب بلدية بني درقــن و من الشرق بلدية جديـوية يرجع تـاريخ تأسيسها إلى سنة 1957 حيث كانت تابعة لبلدية سيدي امحمـد بن علي.

## تاريخ

### الفترة الإستعمارية
تم تأسيس مركز الحمادنة وفق المخطط الإستعماري عام 1876م على الضفة اليمنى لواد خورارة وكانت تتبع البلدية المختلطة لإن كرمان وادي ارهيو حاليا واقتطع المستعمر أراضي كانت تابعة لعكرمة الشراقة والتيخضعت لقانون الكونسيلت عام 1867م ،وسكن في المركز العديد من العائلات القادمة من الألزاس واللورين كما صادرة السلطات الإستعمارية العديد من أراضي المملوكة لـ : المهايدية ،أولاد سليمان ، خورارة ،دوارالسوالم ،المزاينية .

## النسيج العمراني
تقــدر مساحتها بـ : 14380 هكتار أي ما يعــادل 143.80 كم2 .

### الدواوير
- القرية الفلاحية الحمــادنة بوركبـة

- الشكايرية.
- المدادحة.
- أولاد عابد.
- المناصرية ,
- الخلايفية ,
- العتابة ,
- خدام تازغات ,
- المحادنية ,
- خدام سيدي علي ,
- اولاد عابد بلعربي ,
- اولاد سليمـان ,
- العواشرية ,
- السوالم ,
- المهايدية ,
- المزارعية ,
- أولاد حميــدة

• البرايجية ٫

## السكــان
يبلغ عدد سكـان البلدية 16980 نسمة حسب إحصـائيات 1998 وهي موزعة على النحو التالي :
- 5009 نسمة بالحمـادنة مركـز
- 2530 نسمة بالحمـادنة بوركبة
- 9316 نسمة بالدواوير
- 125 نسمة رحــل

## منشآت قاعدية

### التعليم
تتوفــر البلديــة على 15 مؤسسة تعليمية من بينها ثانوية بمركز البلدية و متوسطتين واحدة بالحمـادنة مركـز و الأخرى بالحمادنة بوركبــة و 12 مدرسة إبتدائية حيث يبلغ عدد المتمدرسيــن 5024 .

### الصحـــة
تتوفر البلدية على 7 مراكز صحيــة بالدواوير و عيــادة متعددة الخدمــات بالحمـادنة مركـز .

## مواصلات

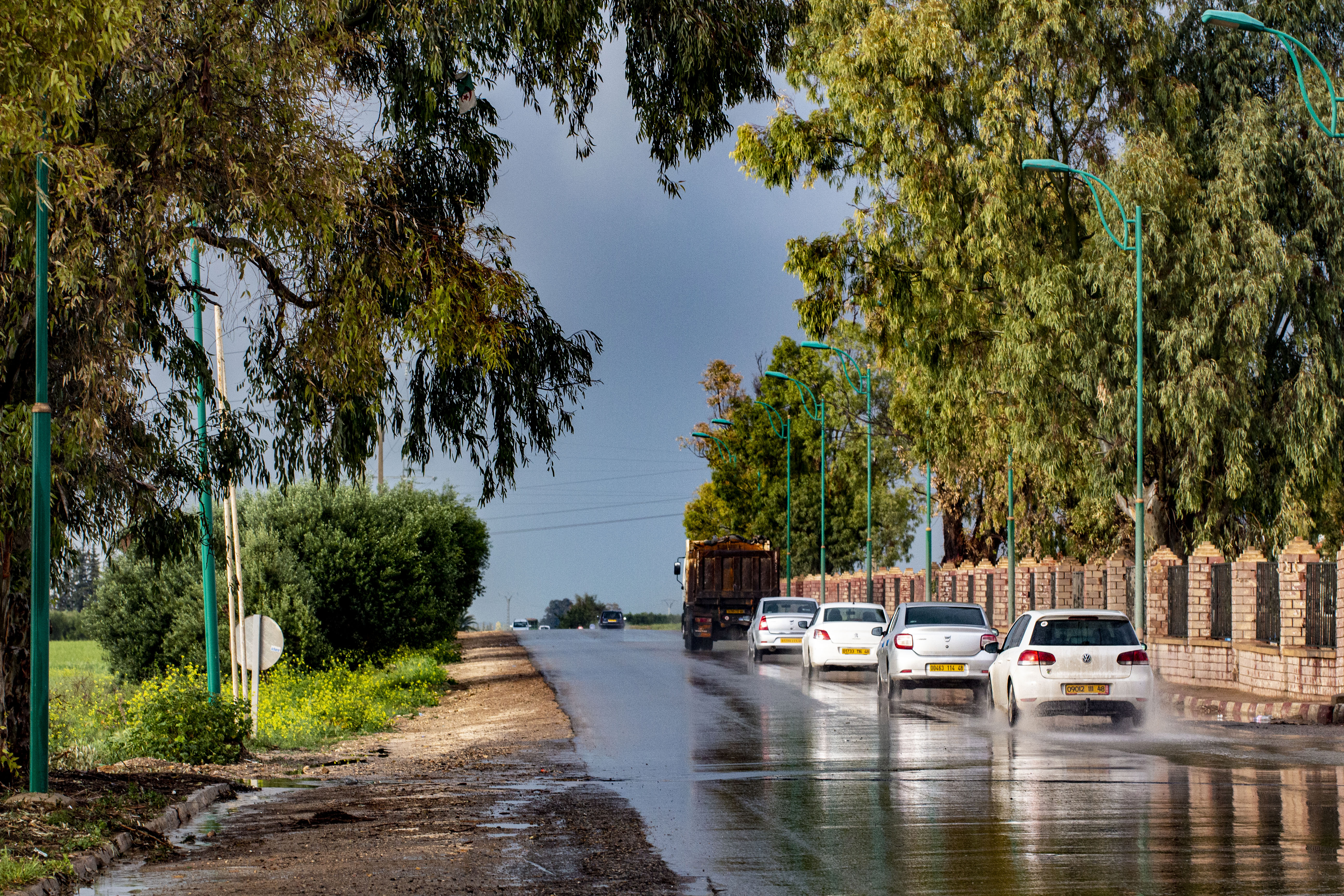
الطريق الوطني رقم 04

- الطريق السيارشرق غرب
- الطريق الوطني رقم 04
- الطريق الولائي رقم 20
- الطريق الولائي رقم 7a.

## الإقتصاد

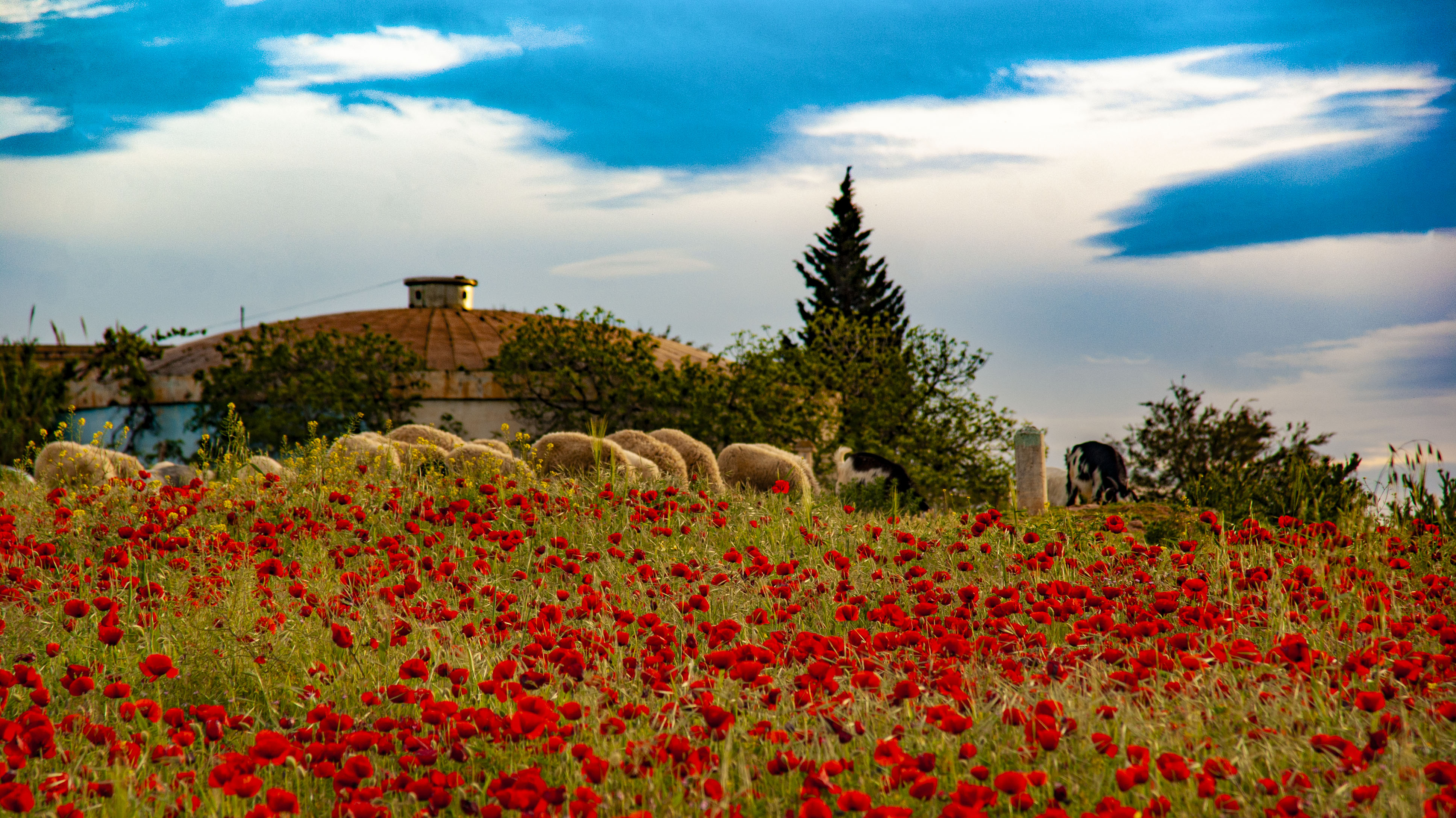
المواشي بإحدى سهول الحمادنة

### الري
إن البلدية تنعدم من الميــاه الجوفية حيث تملك 4 آبــار موجــودة ببلدية جديــوية الممونة لبلدية الحمــادنة على مسافة 8 كم وتم تجديد قنوات المياه الصـالحة للشرب على مسـافة 30.77 كم .

### الفلاحــة

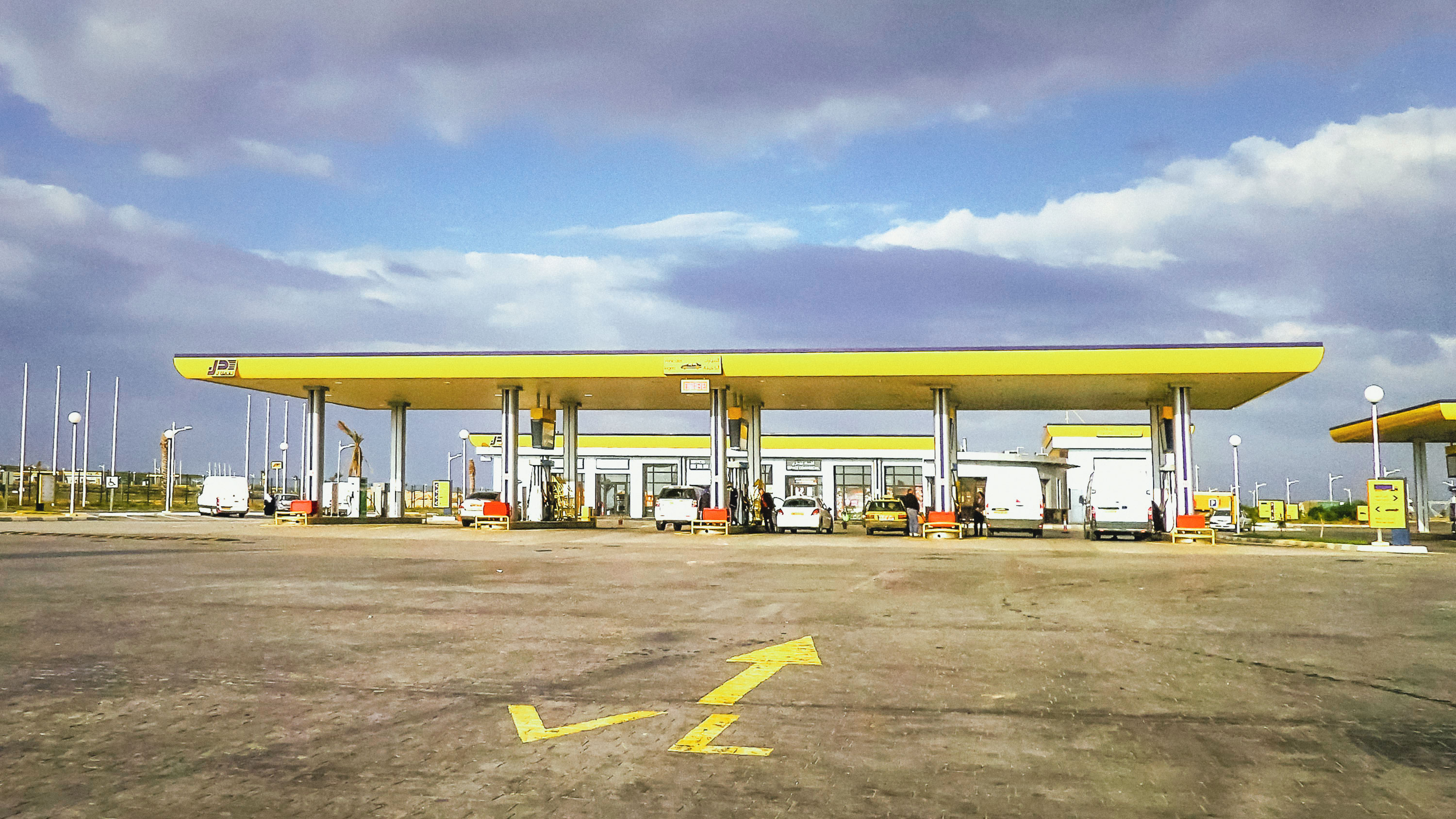
محطة الوقود بالحمادنة

تتوفر البلديــة على 9845 هكتــار أراضي صــالحة للزراعة و 400 هكتار أراضي مسقيـة حيث تعتمــد على زراعة الحبــوب و البطـاطا إلى جانب بعض الخضـر الصيفية كما تضم 7 مستثمرات فلاحية هي : ( سي بوبكر, عبد المقصــود , لزرق , جعفر , بوراس, مصباح , صـايم)

### قطاع البريد والمواصلات
يوجــد مركزين للبريـد واحد بالحمـادنة مركز وواحد بالحمـادنة بوركبة .

### التشغيــل

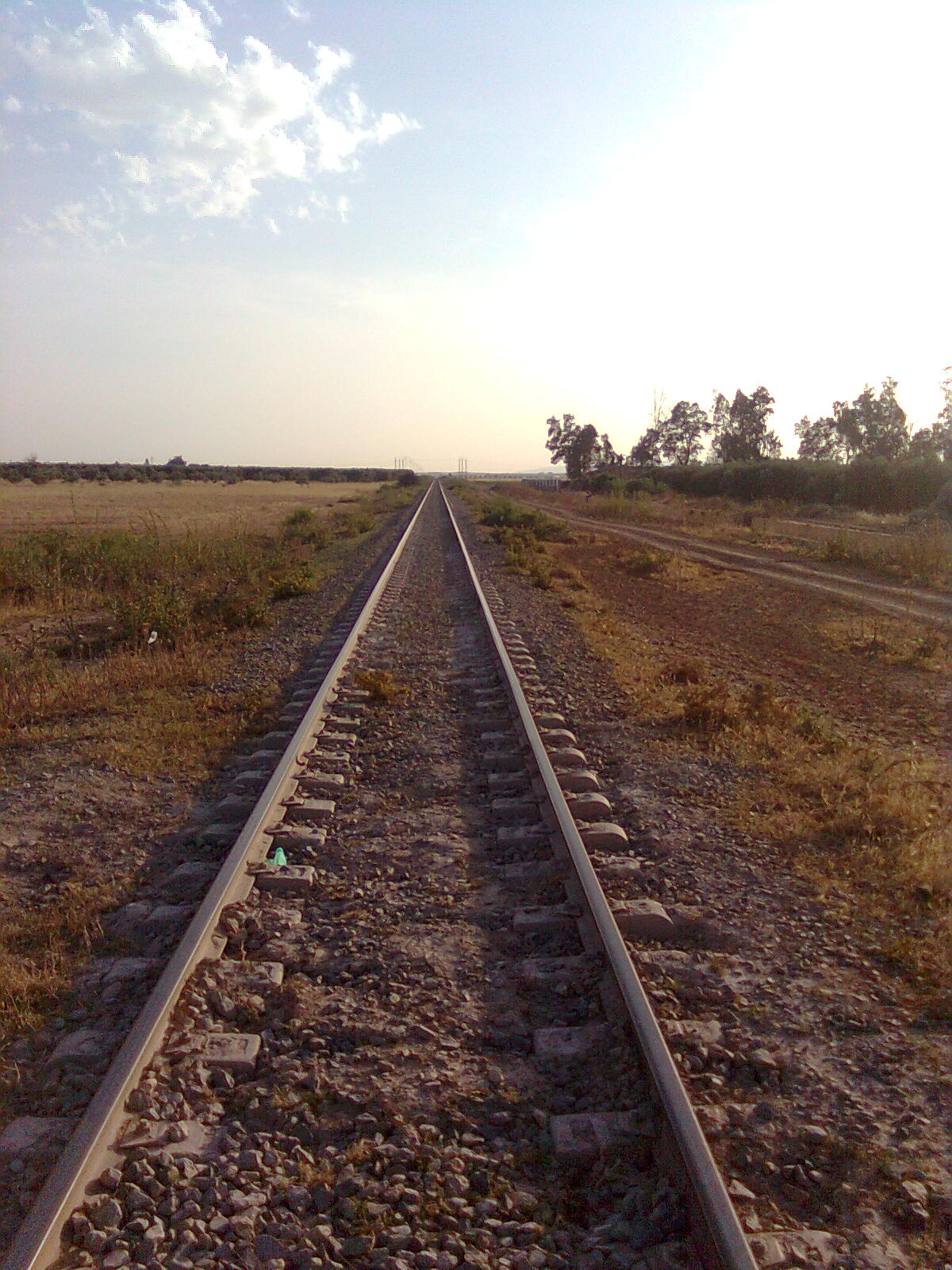
خط السكة الحديدية الرابط بين وهران والجزائر العاصمة

يبلغ عدد الطبقة الشغيلة 2173 عـامل اضافة إلى المستفيدين من منحة النشاطات ذات المنفعة العـامة و المقدر بـ112مستفيد و 210 في إطار المنحة الجزافية للتضـامن و 25 في إطار تشغيل الشباب .

### مجالات أخرى
- مؤسسة صناعة البلاستيك للسيد خديم علي
- غرفة التبريــد للسيد بشريف عبد القادر
- محطة للبنزيـن و التزييت و التشحيم للسيد عابد غلام الله
- إلى جانب وحدات بيع غاز البوتـان للخواص و نشــاطات حرفية منها الميكانيك و الحدادة.

## الثقافة و الريــاضة
- تتوفر البلدية على مكتبة بلدية
- 02 جمعية ثقافية .
- 01 جمعية ريـاضية
- ملعب جواري و ملعب بلدي غير مكتمـل.وعدة الحمادنة

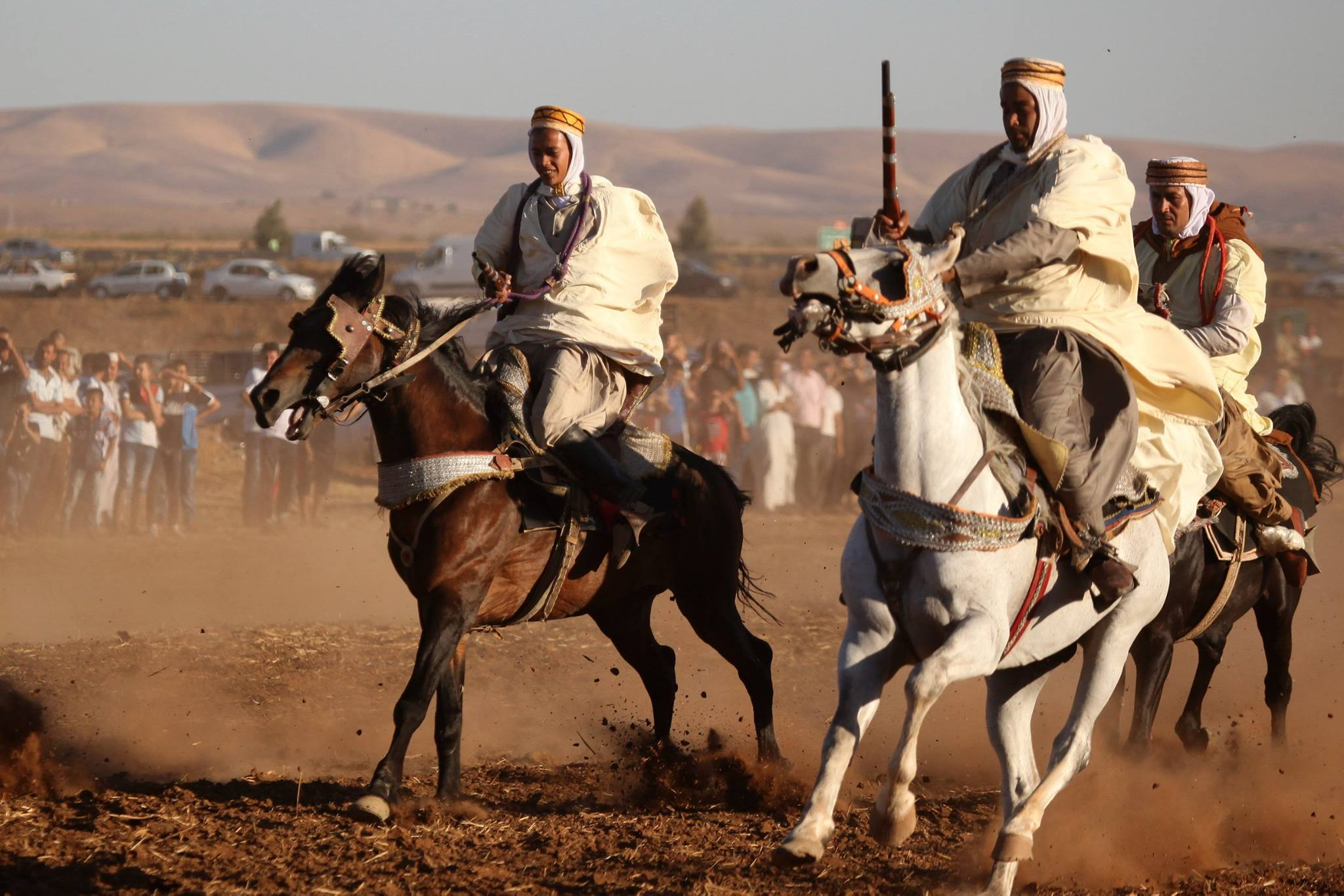
وعدة الحمادنة

## معرض صور

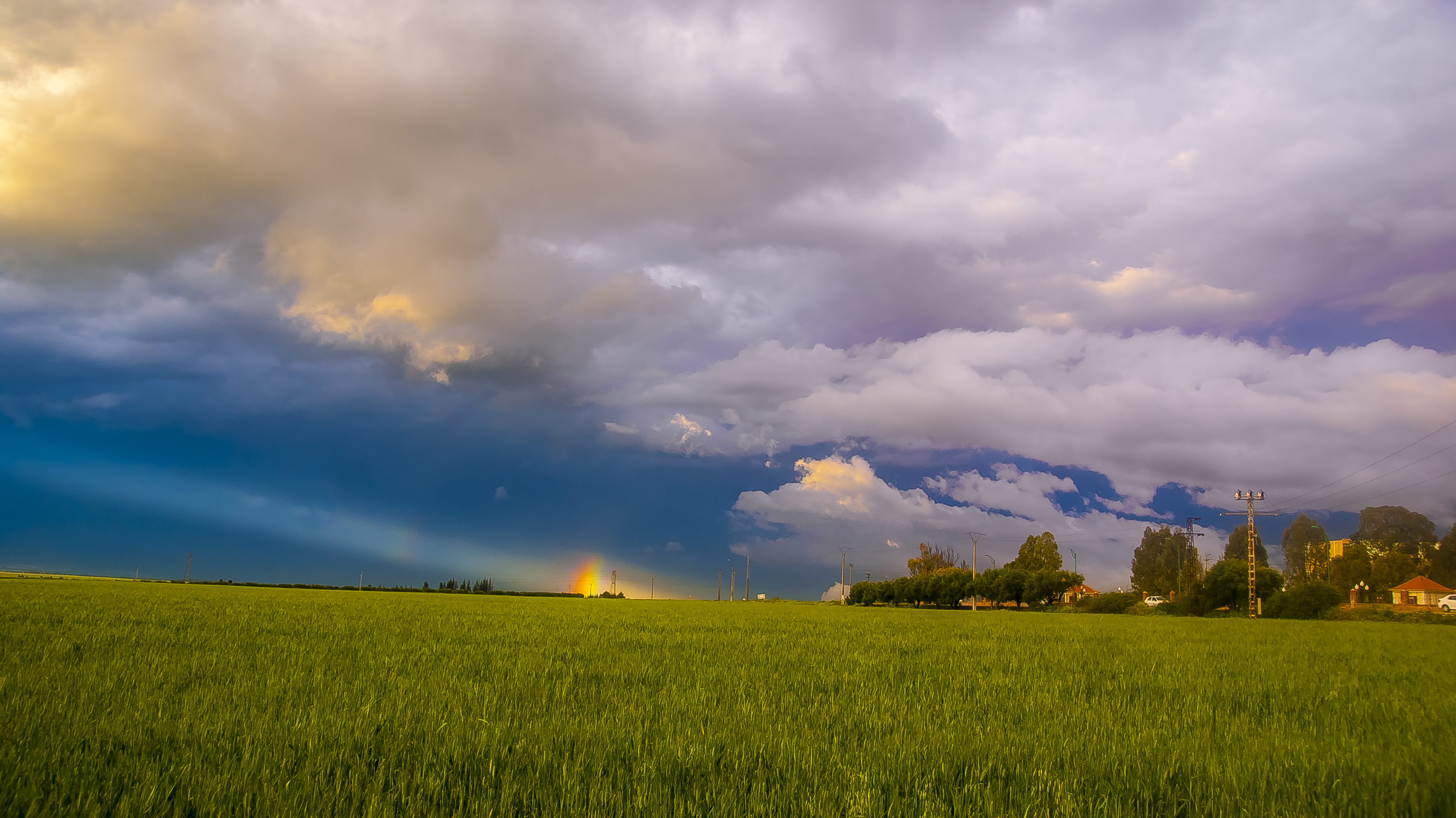
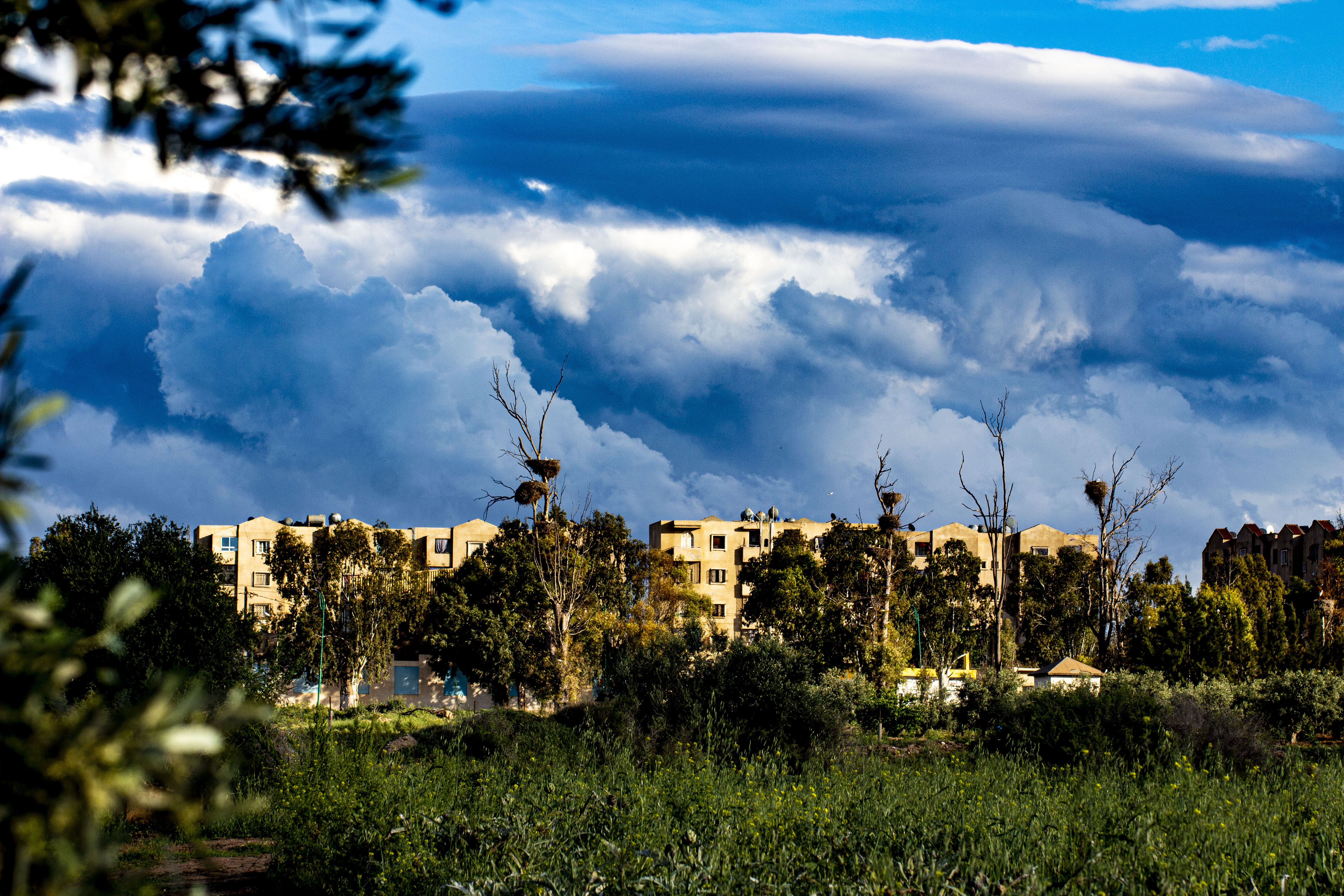
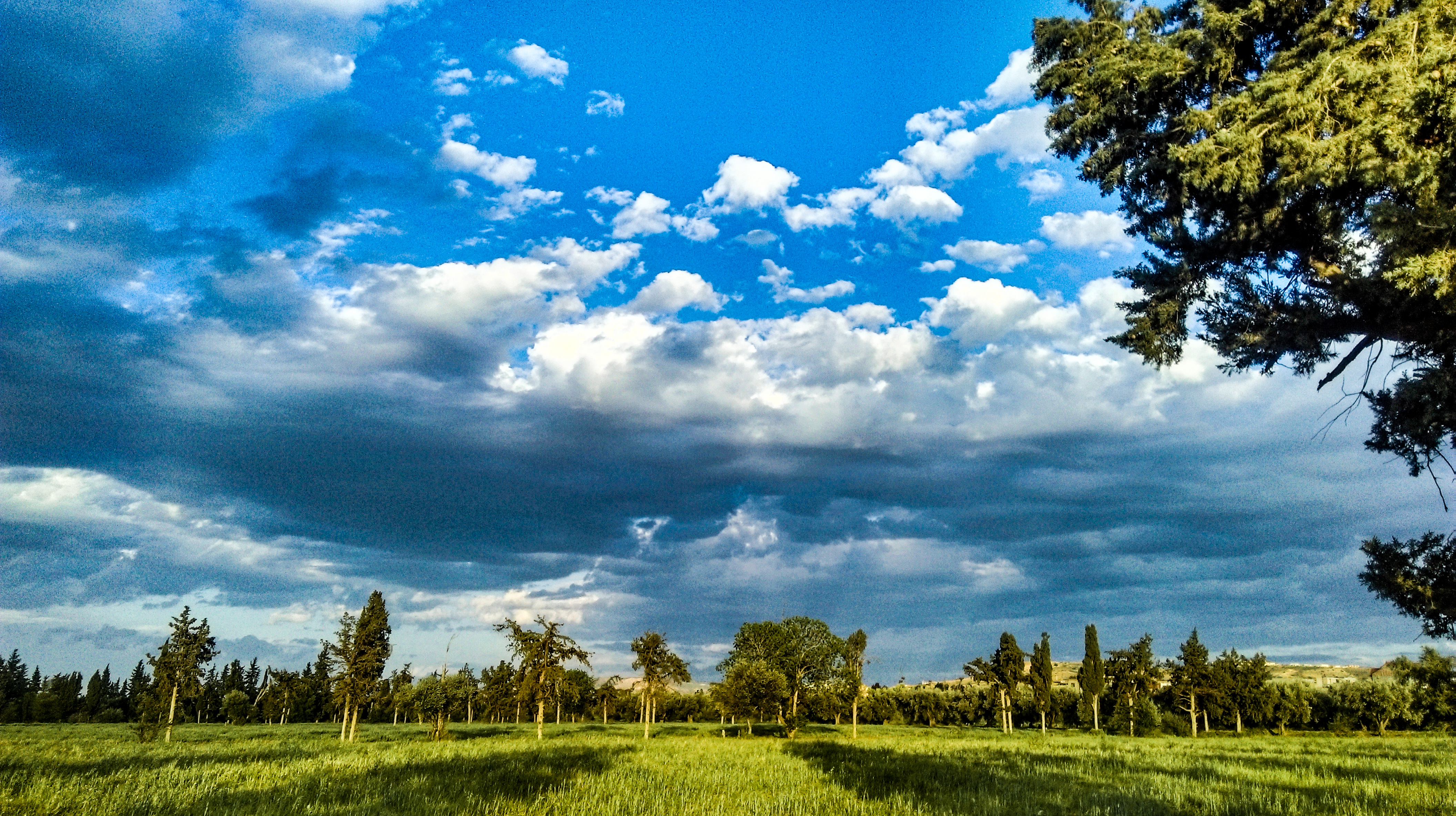
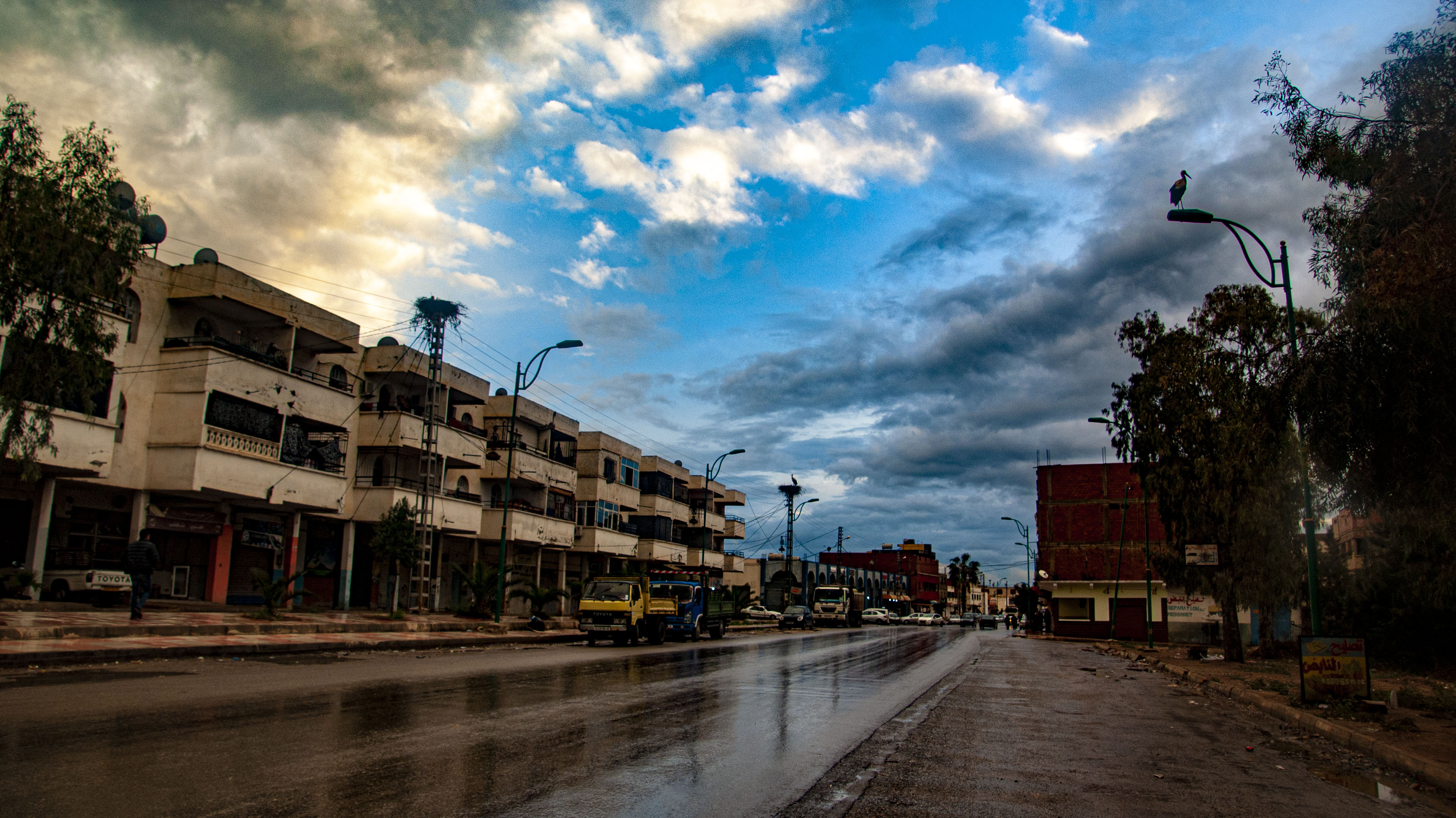
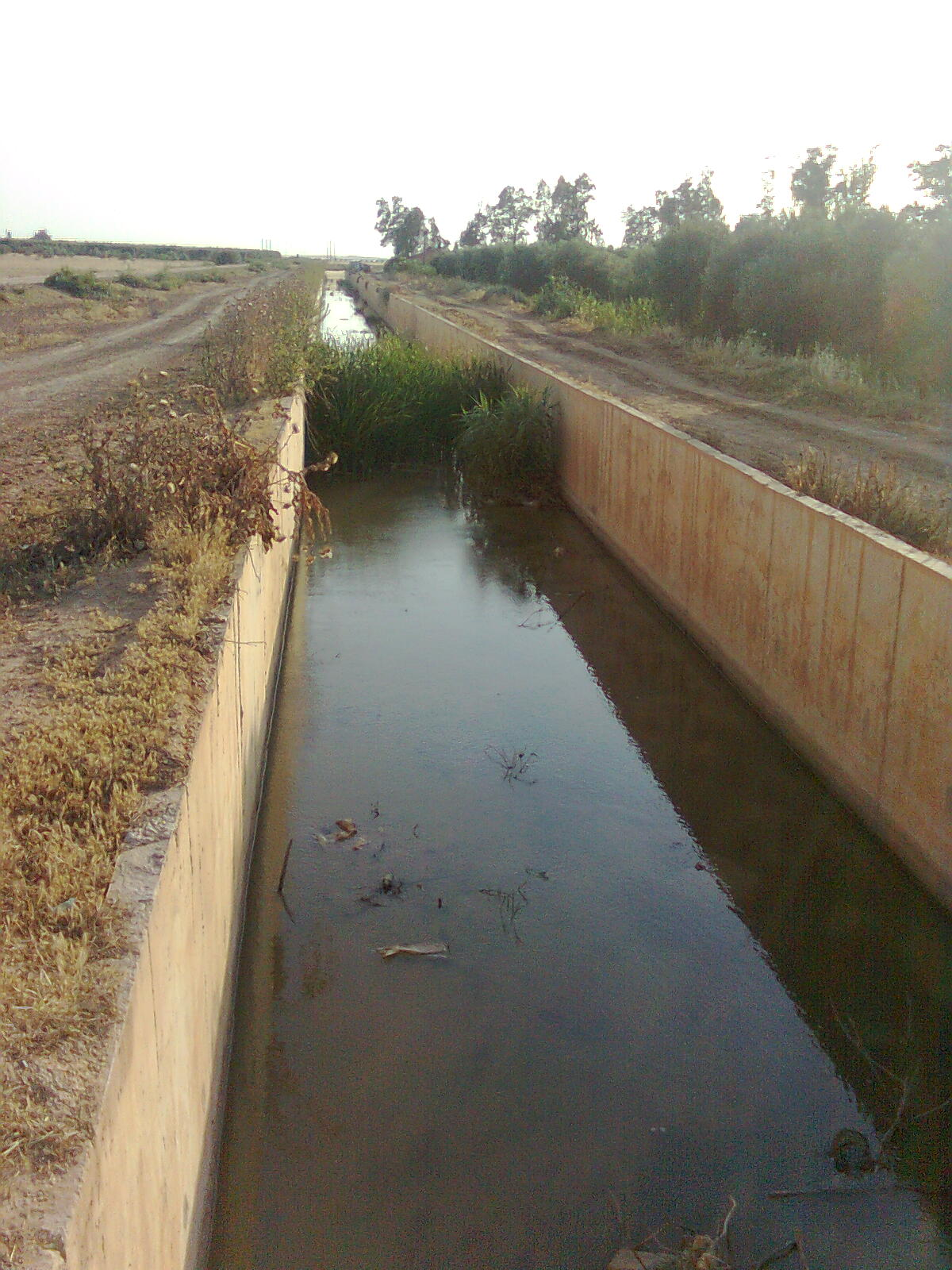
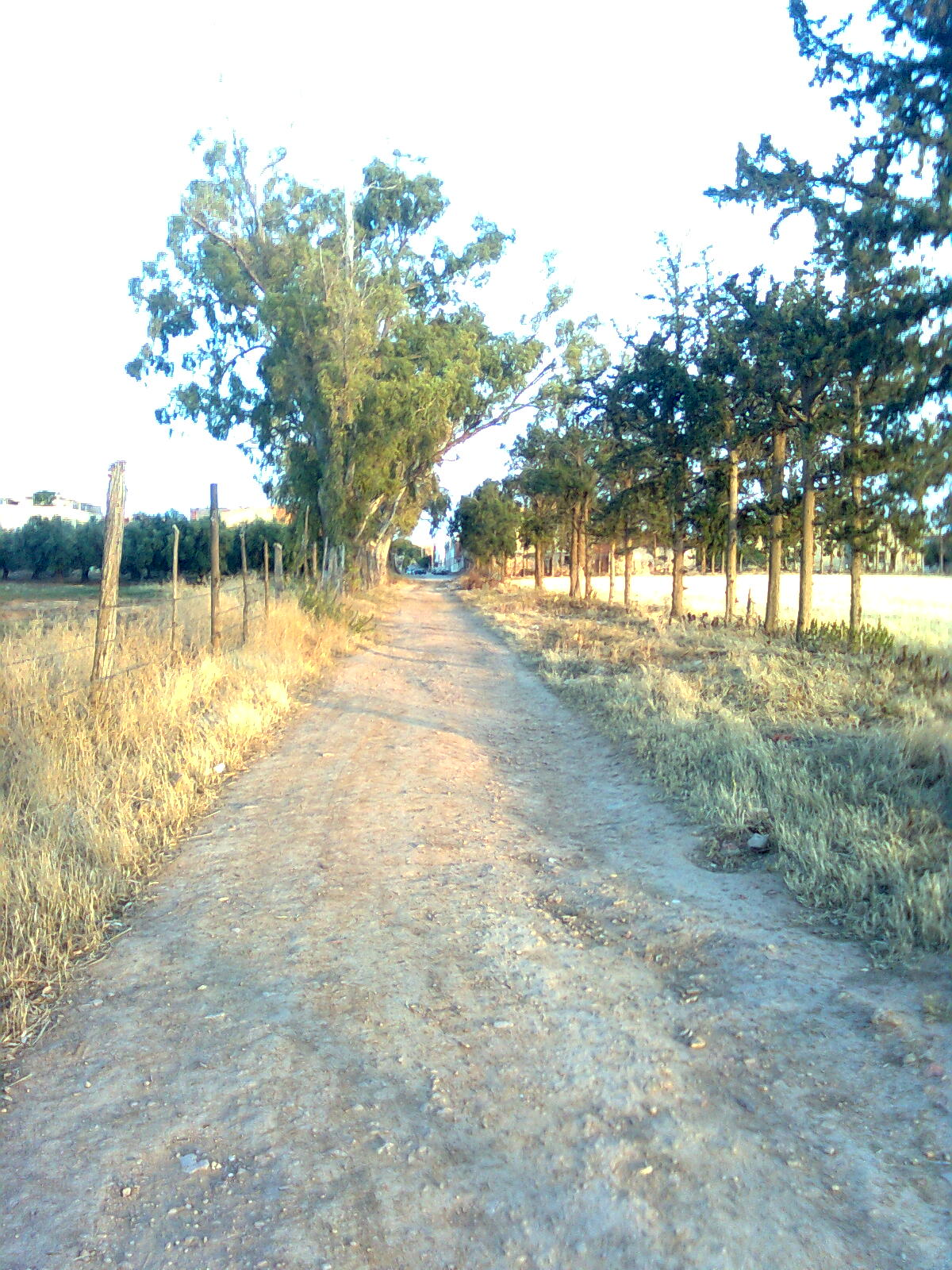

## وصلة خارجية
- مونوغرافيا الحمادنة